# Kane Linnett

a Compétitions nationales et continentales officielles uniquement.

b Matchs officiels uniquement.
Kane Linnett, né le 11 janvier 1989 à Shellharbour (Australie), est un joueur de rugby à XIII australien évoluant au poste de centre ou deuxième ligne dans les années 2010 et 2020.
Il fait ses débuts professionnels en National Rugby League avec les Sydney Roosters en 2010 avec lesquels il dispute une finale de la NRL en 2010. Il rejoint ensuite North Queensland avec un titre de NRL remportée en 2015 aux côtés de Johnathan Thurston et Matthew Scott, et dispute une troisième finale de NRL en 2017 perdue contre Melbourne. Il y ajoute également un titre de World Club Challenge obtenu en 2016. En 2019, il quitte l'Australie et intègre le club anglais d'Hull KR en Super League. Bien que ce club ne soit pas un club de premier plan, il est désigné dans l'équipe de rêve de la Super League en 2021.
En parallèle avec son parcours en club, il intègre grâce à ses origines écossaises par sa mère la sélection d'Écosse prenant part avec elle à la Coupe du monde 2013 et au Tournoi des Quatre Nations 2016.

## Palmarès
- Collectif :
  - Vainqueur du World Club Challenge : 2016 (North Queensland).
  - Vainqueur de la National Rugby League : 2015 (North Queensland).
  - Finaliste de la National Rugby League : 2010 (Sydney Roosters) et 2017 (North Queensland).

- Individuel : 
  - Sélection en équipe de rêve de la Super League : 2021 (Hull KR)